# بنگاه به دولت (تجارت)
تجارت بنگاه به دولت (B2G)، تعاملات بازرگانی میان بخش خصوصی و بخش دولتی است که در آن بنگاه در نقش یک تأمین کننده و سازمان دولتی، در جایگاه مشتری است.
این مدل تجاری تأثیر عمده ای در تدارکات عمومی دارد. B2G در کنار تجارت بنگاه به مصرف‌کننده (B2C) و بنگاه به بنگاه (B2B)، یک بازار بزرگ است. سازمان‌های بخش عمومی معمولاً مناقصه‌ها را در قالب درخواست‌های پیشنهادی، ارسال می‌کنند که تامین‌کنندگان خصوصی به آنها پاسخ می‌دهند.
تجارت‌های بنگاه به دولت ممکن است در اندازه یک بنگاه کوچکی که خدمات پشتیبانی فناوری اطلاعات را به یک سازمان دولتی ارائه می‌دهد، بوده یا در حد و اندازه شرکت بوئینگ که بالگرد، سیستم‌های دفاع موشکی، جت‌های جنگنده، و هواپیماهای تجسسی را برای وزارت دفاع ایالات متحده می‌سازد باشد.
قراردادهای بازرگانی با سازمان‌های دولتی اغلب بزرگ و پایدارتر از کارهای مشابه در بخش خصوصی هستند. برای شرکتی که سابقه انعقاد موفق قراردادهای دولتی را دارد، معمولاً برنده شدن قرارداد بعدی ساده‌تر خواهد بود.